# Bit stuffing

Bit vložený po pěti stejných bitech

Bit stuffing je způsob, jak vynutit změnu obvykle napěťové úrovně na sériové sběrnici vložením nevýznamového bitu (jednoho nebo více). Do češtiny se tento termín v odborných textech často nepřekládá, pokud ano, pak jako „vkládání bitů“. Důvodem k vynucování napěťové úrovně na sběrnici je zajištění synchronizace mezi vysílačem a přijímačem nebo zajištění toho, aby se na sběrnici nevyskytla sekvence bitů se speciálním významem.

## Použití
Bit stuffing se používá u sběrnic USB (Universal Serial Bus) nebo CAN (Controller Area Network) k zajištění synchronizace. Například u sběrnice CAN je po každých pěti bitech stejné polarity vložen bit opačné úrovně.
V komunikačním protokolu HDLC zabraňuje bit stuffing tomu, aby se v proudu dat objevila sekvence bitů 01111110, která označuje začátek nebo konec rámce, a to konkrétně tak, že pokud se v datech objeví pět po sobě jdoucích jedniček, vloží se za ně jeden nulový bit. Vkládá se tedy vždy nulový bit, jednička nikdy.

## Implementace
Bity jsou do proudu dat automaticky vkládány řadičem vysílače a stejně tak automaticky odstraňovány řadičem přijímače.